# II. bataljon (Slovensko domobranstvo)
II. bataljon je bil bataljon, ki je deloval v sestavi Slovenskega domobranstva med drugo svetovno vojno.

## Zgodovina
Bataljon je bil ustanovljen 7. aprila 1945 s preimenovanjem IV. udarnega bataljona.

## Sestava
- štab
- 1. četa
- 2. četa
- 3. četa
- 4. težka četa